# Vilassar de Mar
Vilassar de Mar és un municipi de la comarca del Maresme a la província de Barcelona. Confronta amb el Mar Mediterrani, Premià de Mar, Premià de Dalt, Vilassar de Dalt, Cabrils i Cabrera de Mar. De relleu pla, la seva economia es basa en la floricultura i els serveis.

## Història
El que avui es coneix com a Vilassar de Mar a finals del segle xiv no era res més que un petit nucli de barraques o "botigues" habitades per pescadors que exercien la seva activitat a les aigües costaneres de Vilassar amb el permís del poder feudal dels senyors del castell de Vilassar que estenia la seva jurisdicció sobre les captures pesqueres. Al segle xv el poblament s'anà fent cada cop més estable. Per por dels atacs i les agressions dels pirates, tres famílies fortificaren les seves masies amb sengles torres de defensa. Aquelles tres torres juntament amb les altres del veïnat de Sant Genís i del Sant Crist de Cabrils, dotaven al terme municipal del Vilassar històric de vuit torres. Les tres torres de Vilassar, a partir del segle xix quedarien per la remembrança en l'heràldica municipal.
El nucli de pescadors i pagesos anà creixent i ja a la dècada dels anys 20 del segle xviii iniciaren la construcció del temple de Sant Joan. En endavant, per diferenciar els dos nuclis aparegué la distinció de Sant Joan de Vilassar que convisqué fins a la darreria del segle xviii amb el topònim de Cap de Vilassar i Veïnat de cases de mar de Vilassar o simplement Veïnat de mar de Vilassar.
El 1713 l'Expedició del Braç Militar del diputat militar Antoni de Berenguer i de Novell i Rafael de Nebot i Font endinsà cap a l'interior del país amb uns quatre-cents cavalls i dos o tres-cents miquelets, amb la intenció de desviar l'atenció del Setge de Barcelona i coordinar els esforços amb Manuel Desvalls i de Vergós, el governador del Castell de Cardona., derrotant els francesos l'11 d'agost a la batalla de Caldes, i el 20 d'agost a Vilassar i Teià i posteriorment, amb la immediatesa de la presa de Vic per part de Bracamonte, que Berenguer hagué d'abandonar, Manresa.
L'any 1777 el bisbe de Barcelona dotà l'església de Sant Joan de Vilassar del títol de vicaria perpètua. I l'any 1779 hi autoritzà la sepultura dels difunts vilassarencs de mar al fossar que circumdava el temple. L'any 1784 Carles III de Borbó ordenà la segregació municipal i parroquial, erigint la vicaria perpètua de Sant Joan en parròquia i autoritzant que els vilassarencs formessin un primer ajuntament de regidors. L'any 1785 es constituí el primer ajuntament, essent-ne el primer alcalde el pagès Antoni Pou.
Durant segle xix foren molt actives les seves drassanes de les quals el topònim de la Platja de l'Astillero en serva el record. Hi hagué també una primerenca eclosió fabril a cavall de les dècades dels anys 20 i 30 del segle xix a la qual seguí una certa estagnació a les acaballes del segle. Tingué una notòria activitat la marineria transatlàntica i transoceànica, primer a vela i després a vapor. Certes famílies vilassarenques (Mir, Sust, Matamala, Roldós...) controlaven el que es coneix com la ruta del Tasajo (Catalunya-Urugay-Cuba-Nova Orleans-Catalunya). Reflex d'aquesta activitat marítima fou l'escola de pilots anomenada "Col·legi Nàutic Mercantil" fundat per Joan Monjo i Pons.
El fenomen de la indianeria tingué una escassíssima incidència per bé que el municipi celebra, sense gaire sentit, una fira anual dedicada als indians. Si tingué certa notorietat en la premsa d'època entre els segles xviii i XX els nombrosos casos de contraban donada la proximitat amb Barcelona, la freqüent llunyania de les fragates de control policial que cobrien el litoral i la passivitat de les autoritats competents.
A finals del segle xix i inicis del segle xx a causa de nombroses gelades que mataren els tarongers, i de la fil·loxera que delmà les vinyes, el cultiu de la patata arribà a convertir-se en hegemònic desplaçant el secular cultiu de secà i estenent el regadiu per mitjà d'extractors elèctrics d'aigua freàtica. El comerç de la patata predominà al de la taronja i del vi. Tant fou important el cultiu de la patata que el Sindicat de pagesos local rebé importants distincions per part del govern feixista de Franco per la contribució de la localitat a l'autarquia. Aviat el Sindicat de pagesos esdevingué la seu de la Federació de sindicats que aglutinava les germandats de pagesos del Maresme i del Vallès. Ja a finals dels anys 40 s'anà generalitzant la plantació del clavell ultra la implantació de les primeres clavellines per part del milanès Beniamino Farina i Ferrari. L'any 1949 es fundà Florimar la primera cooperativa de floricultors i viveristes de Catalunya que acabà estenent la seva àrea d'influència per gairebé tot el principat.
A finals del segle xix i durant tot el segle xx el municipi esdevingué un important pol de predilecció de molts barcelonins que hi establiren la seva segona residència. Eren els nous temps de l'estiueig i de la mà dels nouvinguts s'introduïren les noves formes modernistes primer i l'arquitectura noucentista després.

## Geografia
- Llista de topònims de Vilassar de Mar (Orografia: muntanyes, serres, collades, indrets..; hidrografia: rius, fonts...; edificis: cases, masies, esglésies, etc).

### Límits del terme municipal
| Vilassar de Dalt | Cabrils | Cabrera de Mar |
| Premià de Dalt   |         |                |
| Premià de Mar    |         | mar            |

### Demografia
| 1497 f | 1515 f | 1553 f | 1717 | 1787  | 1857  | 1877  | 1887  | 1900  | 1910  |
| ------ | ------ | ------ | ---- | ----- | ----- | ----- | ----- | ----- | ----- |
| -      | -      | -      | -    | 1.013 | 3.102 | 2.734 | 2.630 | 2.953 | 3.021 |

| 1920  | 1930  | 1940  | 1950  | 1960  | 1970  | 1981  | 1990   | 1992   | 1994   |
| ----- | ----- | ----- | ----- | ----- | ----- | ----- | ------ | ------ | ------ |
| 3.235 | 3.655 | 3.807 | 3.875 | 4.500 | 5.736 | 9.480 | 12.136 | 12.431 | 12.431 |

| 1996   | 1998   | 2000   | 2002   | 2004   | 2006   | 2008   | 2010   | 2012   | 2014   |
| ------ | ------ | ------ | ------ | ------ | ------ | ------ | ------ | ------ | ------ |
| 14.821 | 16.024 | 17.000 | 17.721 | 18.558 | 19.051 | 19.090 | 19.574 | 19.918 | 20.185 |

| 2016   | 2018   | 2020   | 2022   | 2024   | 2026 | 2028 | 2030 | 2032 | 2034 |
| ------ | ------ | ------ | ------ | ------ | ---- | ---- | ---- | ---- | ---- |
| 20.678 | 20.764 | 21.035 | 21.067 | 21.162 | -    | -    | -    | -    | -    |

## Cultura

### Festes populars, tradicions i mercats

#### Festa Major
La Festa Major de Vilassar de Mar se celebra anualment la setmana del 24 de juny, per Sant Joan Baptista, patró de la localitat. Durant aquestes festes es poden veure molts actes diversos: com l'arribada de la Flama del Canigó, la Penjada de l'Ase Innocenci de la torre del campanar, l'arribada del traficant d'esclaus Pigat i la Lucía, els gegants del poble; diferents concerts que es fan durant tres nits del cap de setmana més proper al dia 24 (divendres, dissabte i diumenge nit); la trobada de Gegants, nans i grallers d'arreu de Catalunya; el Correfoc; o les matinades a càrrec dels Mansuets de Foc. Tot seguit s'acompanya les autoritats a ofici amb els Gegants i els grallers, en una cercavila que va de la plaça de l'Ajuntament fins al centre cívic i després fins a la plaça de l'església on se celebra la missa i, a la sortida, els Gegants, Nans i la Gegantona mostren els seus balls propis.
L'endemà de Sant Joan Baptista se celebra la tradicional Missa solemne en honor dels quatre Sants Màrtirs Romans copatrons de Vilassar de Mar que són: Sant Mansuet, Sant Reparat, Sant Innocenci i Santa Especiosa.

#### La Rierada, Festa Major Alternativa
La Rierada és un projecte que neix l'any 2015 amb la unió dels joves de la Festa’l Burro i l'Assemblea de Festes Reivindicatives. La idea principal va ser la d'implicar a tots els vilassarencs i les vilassarenques a construir una festa més viva i més participativa, pensada per a totes les edats. La idea de La Rierada gira al voltant de tres sectors, que es converteixen en tres equips vestits de diferents colors: el blau (Pescadors Contrabandistes), el taronja (Mestres d'Aixa) i el verd (Gent Pagesa). Aquesta ambientació està inspirada en els oficis antics de Vilassar de Mar com a fil conductor. Així doncs, s'ha aconseguit que amb La Rierada es visqui una germanor i una implicació del veïnat organitzat, visible en la decoració dels carrers i en la gran participació en les activitats.

#### Mercat setmanal
Els dijous al matí té lloc el mercat setmanal que se situa a l'Avinguda de l'arquitecte Eduard Ferrés. Les parades predominants són les de venda de roba i verdures encara que també s'hi pot trobar: espècies, productes de neteja, embotits, flors i plantes...

#### Mercat agroalimentari
Els diumenges al matí té lloc el mercat agroalimentari que se situa al pàrquing del Mercat de la Flor i Planta. Pots trobar una gran varietat de productes: fruita, verdura, embotit, formatges, herbolaris, melmelades, conserves, olives, pa, coques, pastisseria, pesca salada, fruits secs, llegums, vins, licors, caramels, pollastres a l'ast i precuinats, i com no flors i plantes.

### Museus

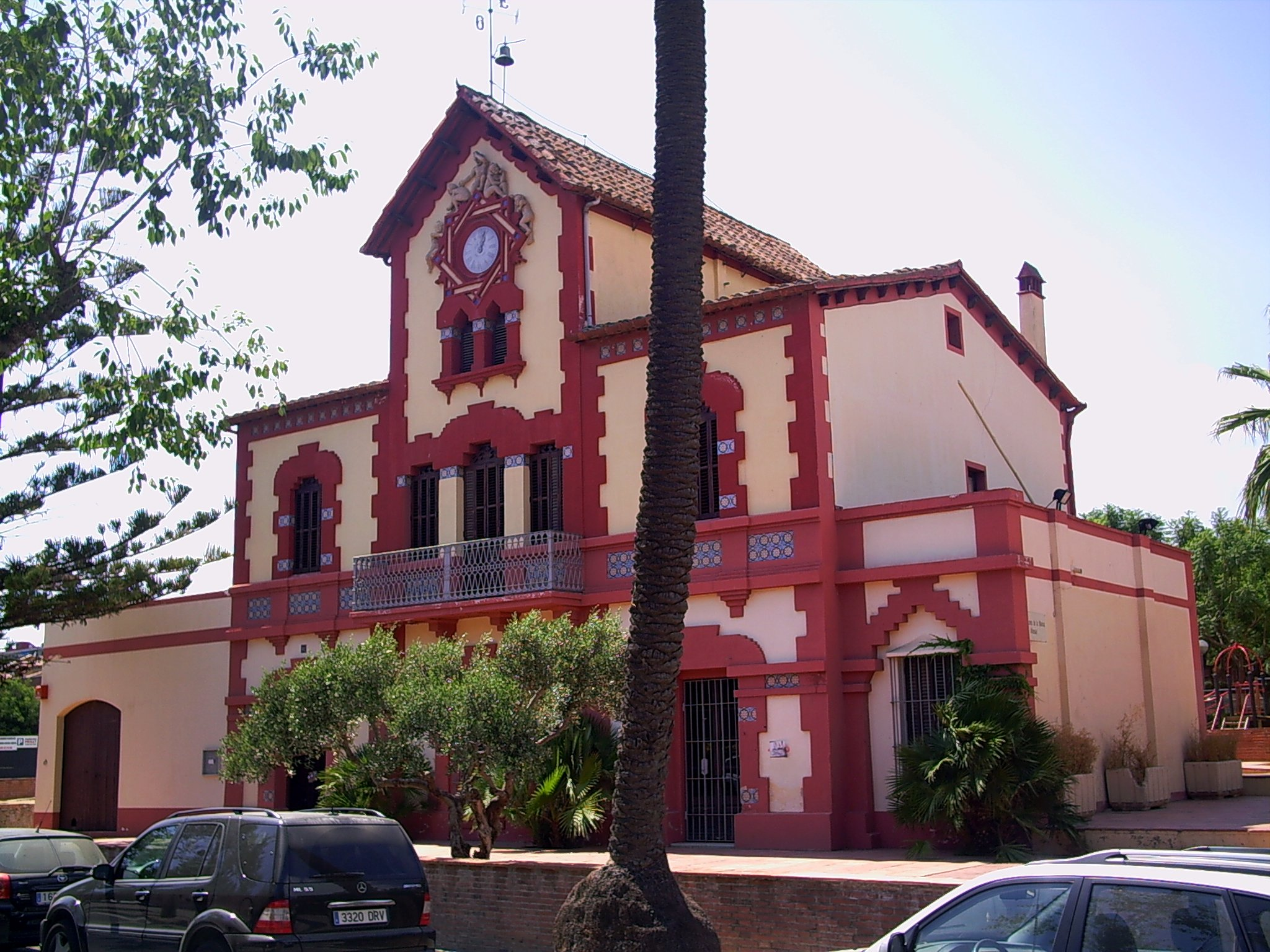
La Sénia del Rellotge, Ca l'Aldrufeu, construït per Eduard Ferrés i Puig, l'any 1902, seu del Museu de la Marina, edifici modernista.

- Museu de la Marina: conté col·leccions d'arts de pesca, instruments nàutics, etc. que expliquen els orígens i la història de Vilassar. També hi ha una exposició sobre la necròpolis romana de Vilassar, que es va trobar el 1999.[5]
- Museu Enric Monjo: situat a l'edifici de l'Antic Hostal, construït l'any 1762. Conté una col·lecció de l'obra de l'escultor Enric Monjo i Garriga, nat a la vila. El museu es va crear el 1971, amb el material que l'artista va donar a Vilassar.[6]
- Museu de la Mina Vella: obert l'any 2000, ocupa un antic molí hidràulic del segle xix; i explica la història de la companyia d'aigües Mina Vella, de més de 150 anys d'antiguitat.[7]

### Biblioteca i Arxiu Municipal
La Biblioteca Municipal Ernest Lluch i Martín està situada en el carrer de Santa Eulàlia, 66-80. Té un fons de més de 28.000 llibres i 1.400 documents audiovisuals. Forma part de la xarxa de biblioteques de la Diputació de Barcelona.
L'edifici actual que l'acull va ser inaugurat l'any 2009, i és obra de l'arquitecte Màrius Quintana i Creus. Compta amb més de 2.400 metres quadrats distribuïts en planta baixa, primer pis i soterrani.
En el mateix edifici —però amb una entrada pròpia pel carrer Sant Artur, 61— hi ha l'Arxiu Municipal, que custodia tota la documentació generada per l'Ajuntament i per institucions i persones del municipi, amb un fons de més de 530 metres lineals de documents.
Així mateix, en l'edifici de la biblioteca té la seu la Fundació Ernest Lluch.

### Centres educatius
- Escola Pérez Sala
- Escola Vaixell Burriac
- Escola Escola del Mar
- Escola Els Alocs
- Institut Vilatzara
- Institut Pere Ribot
- Escola de la Presentació de la Mare de Déu
- CFA Els Ametllers

### Edificis notables
| Imatge | Dades | Dades | Imatge | Dades                          | Dades                          |
| --- | --- | --- | --- | ------------------------------ | ------------------------------ |
| | Torre d'en Nadal | Torre d'en Nadal | | Temple parroquial de Sant Joan | Temple parroquial de Sant Joan |
| 1551 | | 1939 | Arquitecte Josep Maria Ribas i Casas |                                |                                |
| Plaça Pau Vila | Plaça Pau Vila | Plaça de l'església | Plaça de l'església |                                |                                |
| Torre de defensa, considerada Bé Cultural d'Interès Nacional, és una de les tres torres que hi havia a la població i que apareixen a l'escut municipal.                                               | Torre de defensa, considerada Bé Cultural d'Interès Nacional, és una de les tres torres que hi havia a la població i que apareixen a l'escut municipal.                                               | Temple de nova planta que conserva el campanar i la portalada de l'antiga església del segle xviii. Conté obres d'artistes com Obiols, Vila Rufas, Leonci Quera, Darios Vilàs, Manel Martí i Cabré... El seu orgue és una peça excepcional i data de 1936. | Temple de nova planta que conserva el campanar i la portalada de l'antiga església del segle xviii. Conté obres d'artistes com Obiols, Vila Rufas, Leonci Quera, Darios Vilàs, Manel Martí i Cabré... El seu orgue és una peça excepcional i data de 1936. |                                |                                |
| | Can Bassa (Vilassar de Mar) | Can Bassa (Vilassar de Mar) | | La Sénia del Rellotge          | La Sénia del Rellotge          |
| 1899 | Arquitecte Eduard Ferrés i Puig | 1902 | Arquitecte Eduard Ferrés i Puig |                                |                                |
| C/ Sant Pau, 3-4 | C/ Sant Pau, 3-4 | Av. Eduard Ferrés, 31 | Av. Eduard Ferrés, 31 |                                |                                |
| Casa modernista. La façana és decorada amb importants grups escultòrics i rematada per una torreta. S'han perdut els pinacles de pedra, que remataven la façana, i la barana esculturada de l'escala. | Casa modernista. La façana és decorada amb importants grups escultòrics i rematada per una torreta. S'han perdut els pinacles de pedra, que remataven la façana, i la barana esculturada de l'escala. | Actual seu del Museu de la Marina de Vilassar de Mar. A la façana hi destaca un gran rellotge amb un grup escultòric. | Actual seu del Museu de la Marina de Vilassar de Mar. A la façana hi destaca un gran rellotge amb un grup escultòric. |                                |                                |
| | Escola Nàutica de Vilassar | Escola Nàutica de Vilassar | | Museu Monjo                    | Museu Monjo                    |
| 1876 | Mestre d'obres: Vicenç Riera i Freginals | 1762 | . |                                |                                |
| C/ Santa Eulàlia, 38-44 | C/ Santa Eulàlia, 38-44 | Camí Ral, 30 | Camí Ral, 30 |                                |                                |
| Edifici neoclàssic de l'antiga escola de pilots fundada per Joan Monjo i Pons. Actualment allotja dependències municipals.                                                                            | Edifici neoclàssic de l'antiga escola de pilots fundada per Joan Monjo i Pons. Actualment allotja dependències municipals.                                                                            | Antic Hostal i Casa Consistorial (segle xviii, amb esgrafiats modernistes d'Eduard Ferrés i Puig). Actual seu del museu dedicat a l'escultor Enric Monjo i Garriga                                                                                         | Antic Hostal i Casa Consistorial (segle xviii, amb esgrafiats modernistes d'Eduard Ferrés i Puig). Actual seu del museu dedicat a l'escultor Enric Monjo i Garriga                                                                                         |                                |                                |
| | Can Bisa | Can Bisa | | Cases de pescadors             | Cases de pescadors             |
| 1851 | Mestre d'obres: Melcior Vives | s. XVIII | . |                                |                                |
| C/ Rector Bartrina, 3-7 | C/ Rector Bartrina, 3-7 | C/ Sant Francesc, 26 | C/ Sant Francesc, 26 |                                |                                |
| Casa d'estil colonial de la família Bisa, de planta baixa amb grans finestrals i un repartidor central cobert amb un cupulí. És un espai cultural de l'ajuntament.                                    | Casa d'estil colonial de la família Bisa, de planta baixa amb grans finestrals i un repartidor central cobert amb un cupulí. És un espai cultural de l'ajuntament.                                    | Dues cases de pescadors atípiques, són unes de les primeres mostres de casa de cos de la població. | Dues cases de pescadors atípiques, són unes de les primeres mostres de casa de cos de la població. |                                |                                |
| | Ca l'Amat | Ca l'Amat | | Can Vicentó                    | Can Vicentó                    |
| s. XIX | Arquitecte desconegut | 1863 | Arquitecte desconegut |                                |                                |
| C/ Sant Joan, 52 | C/ Sant Joan, 52 | C/ Montserrat, 45 | C/ Montserrat, 45 |                                |                                |
| Casa de dos cossos d'estil neoàrab. En destaca la decoració amb esgrafiats i ceràmica. | Casa de dos cossos d'estil neoàrab. En destaca la decoració amb esgrafiats i ceràmica. | Casa de dos cossos amb balcó i decoració amb motllures de flors al primer pis i imitació de carreus a la planta baixa. | Casa de dos cossos amb balcó i decoració amb motllures de flors al primer pis i imitació de carreus a la planta baixa. |                                |                                |
| | Casal de Curació | Casal de Curació | | Cementiri de Vilassar de Mar   | Cementiri de Vilassar de Mar   |
| 1920 | Arquitecte Agustí Domingo i Verdaguer | Iniciat el 1822 | Diversos arquitectes |                                |                                |
| C/ Maria Vidal, 46-48 | C/ Maria Vidal, 46-48 | Avinguda Montevideo, 310 | Avinguda Montevideo, 310 |                                |                                |
| Gran edifici projectat com a centre hospitalari i actualment destinat a residència geriàtrica. | Gran edifici projectat com a centre hospitalari i actualment destinat a residència geriàtrica. | Conjunt arquitectònic on destaquen diverses sepultures modernistes de reconeguts arquitectes i escultors (Ferrés, Gallissà, Buïgas ...) | Conjunt arquitectònic on destaquen diverses sepultures modernistes de reconeguts arquitectes i escultors (Ferrés, Gallissà, Buïgas ...) |                                |                                |

- Edifici Porxat de l'antic Casino del Foment, a la plaça de l'Ajuntament.
- Casa Torre del pintor Joaquim Torres-Garcia.

## Societat

### Persones il·lustres
Vegeu la categoria:Vilassarencs de Vilassar de Mar

### Política

#### Càrrecs polítics 2015-2019

##### Govern
- ERC: Alcalde, Damià del Clot i Trias
- ERC: Josep Solé
- ERC: Ángel Font
- ERC: Raquel Zamora
- ERC: Esther López
- GxVdM: Joan Roca
- GxVdM: Núria Arasa

Oposició:
- CiU:Joaquim Ferrer
- CiU: Laura Martínez
- CiU: Josep Solà
- CiU: Javier Martín
- CiU: Sònia Sudrià
- Babord: Carles Soler
- Babord: Marina Jordán
- Babord: Jordi Bartrolí
- Babord: Luard Silvestre
- C's: Juan Díaz
- C's:Jorge Carlos Feijóo
- PSC: Alícia Rodríguez
- PSC: Olga Zuloaga
- VdM si que pot: Manoli Calero

#### Resultats electorals
| Partit                                                               | Vots totals | %    | Regidors |
| -------------------------------------------------------------------- | ----------- | ---- | -------- |
| Estimem Vilassar - Junts per Vilassar - Junts per Catalunya - CiUVdM | 2219        | 23,2 | 5        |
| Gent per Vilassar GxV - Esquerra Republicana de Catalunya - ERC      | 1895        | 19,8 | 5        |
| Babord - CUP - Poble Actiu                                           | 1581        | 16,5 | 4        |
| Gent per Vilassar de Mar Arxivat 2015-07-07 a Wayback Machine.       | 951         | 9,9  | 2        |
| Ciutadans Cs - Partido de la Ciudadania - Vilassar de Mar            | 814         | 8,5  | 2        |
| Partit dels Socialistes de Catalunya - PSC                           | 767         | 8,0  | 2        |
| Agrupació d'Electors Somos Vilassar de Mar si que pot/si puede       | 608         | 6,3  | 1        |

#### Esports
- Unió Esportiva Vilassar de Mar (conegut per "Vilassar") (futbol).
- Club de voleibol Vilassar de Mar (coneguda per "Vilassar" o "Voleyvilassar") (voleibol).
- C.B. Vilassar de Mar (conegut per "VDMBasquet", "Vilassar" o "la bòbila) (bàsquet).
- C.E.F.S Sant Joan de Vilassar (conegut per "Santjoan" o "Vilassar") (futbol sala).
- Club Hoquei Vilassar (conegut per "Vilassar") (hoquei patins).

## Famosos i famoses

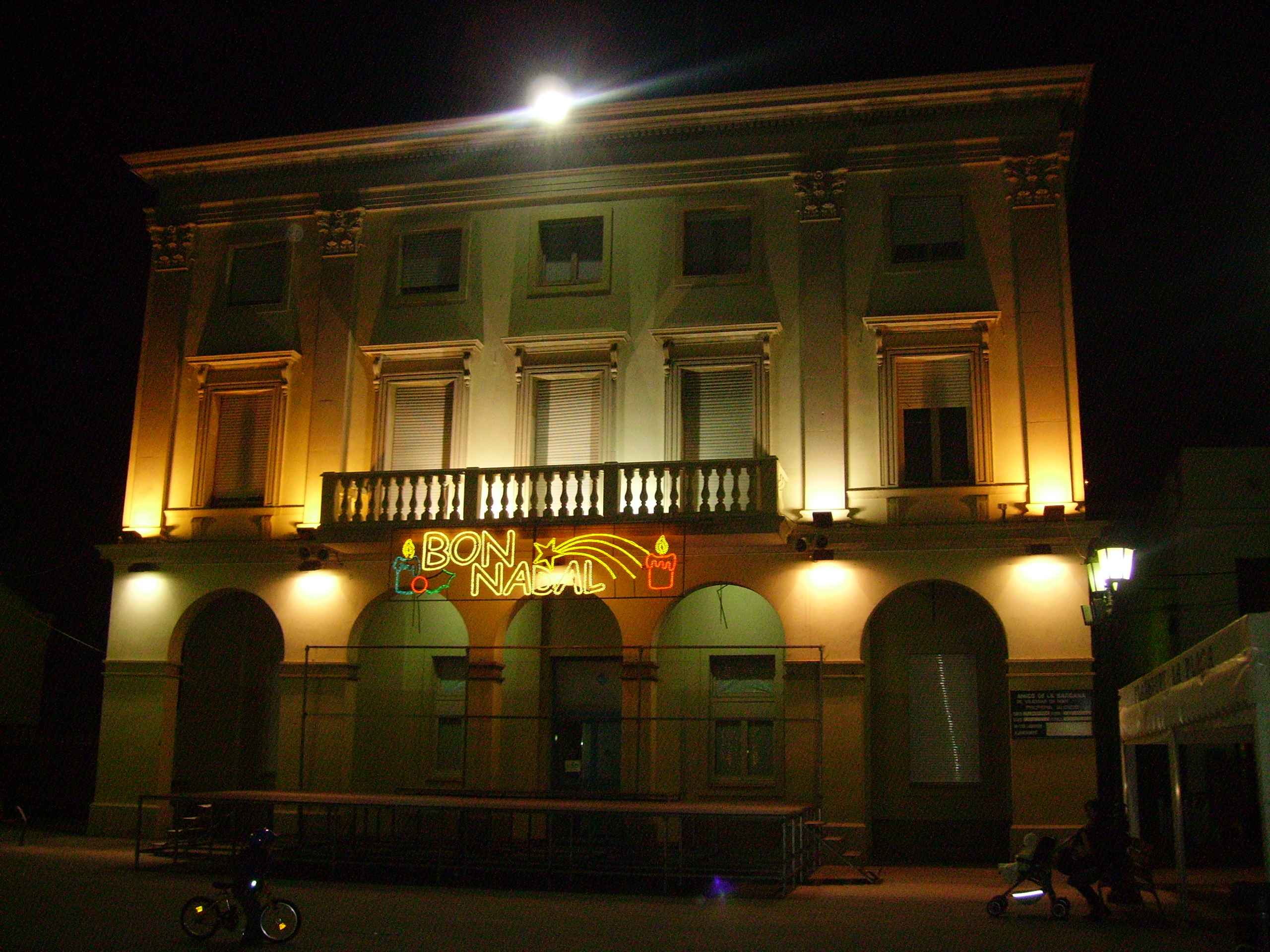
Ajuntament
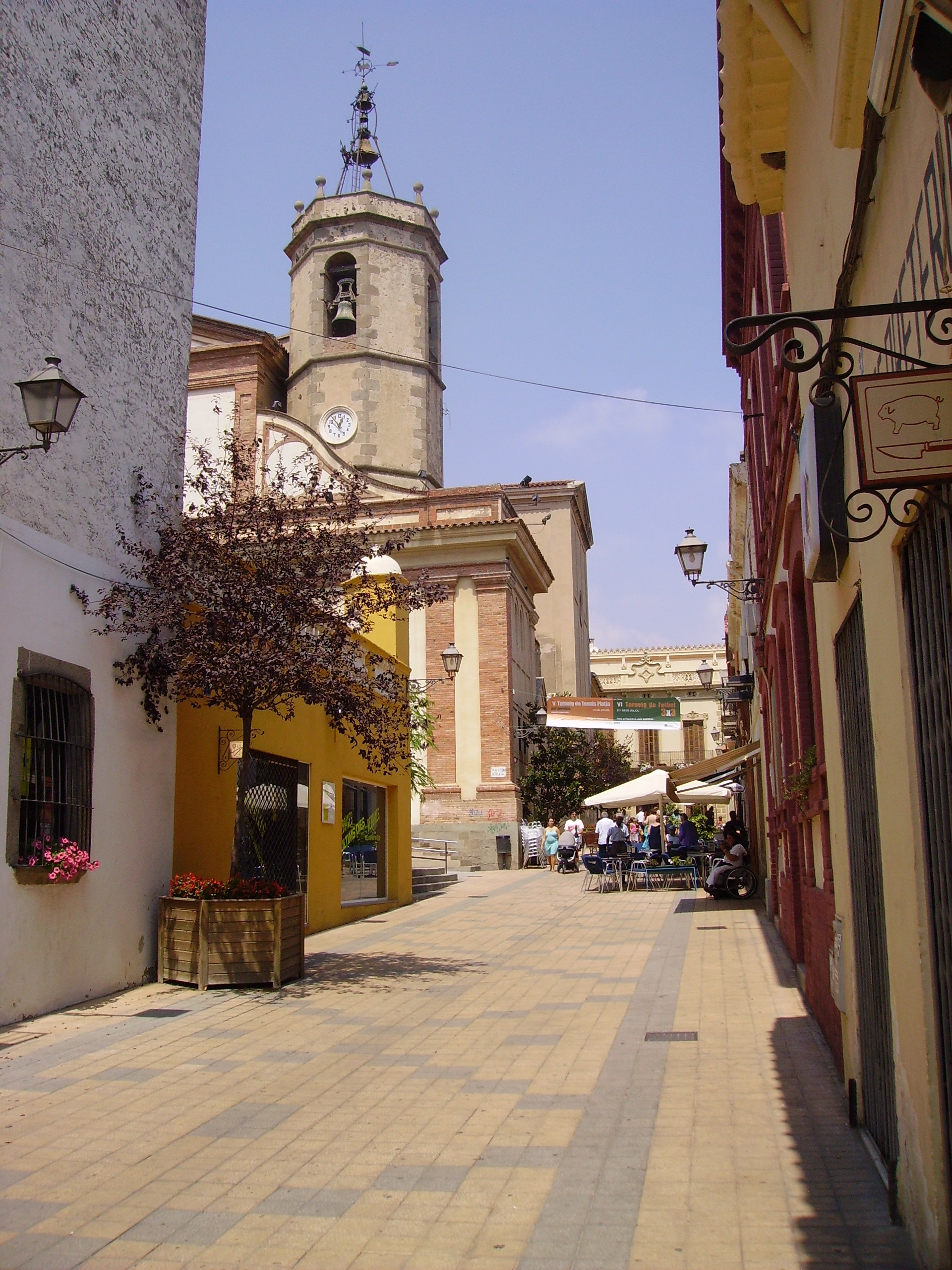
Carrer de sant Joan, al fons l'església
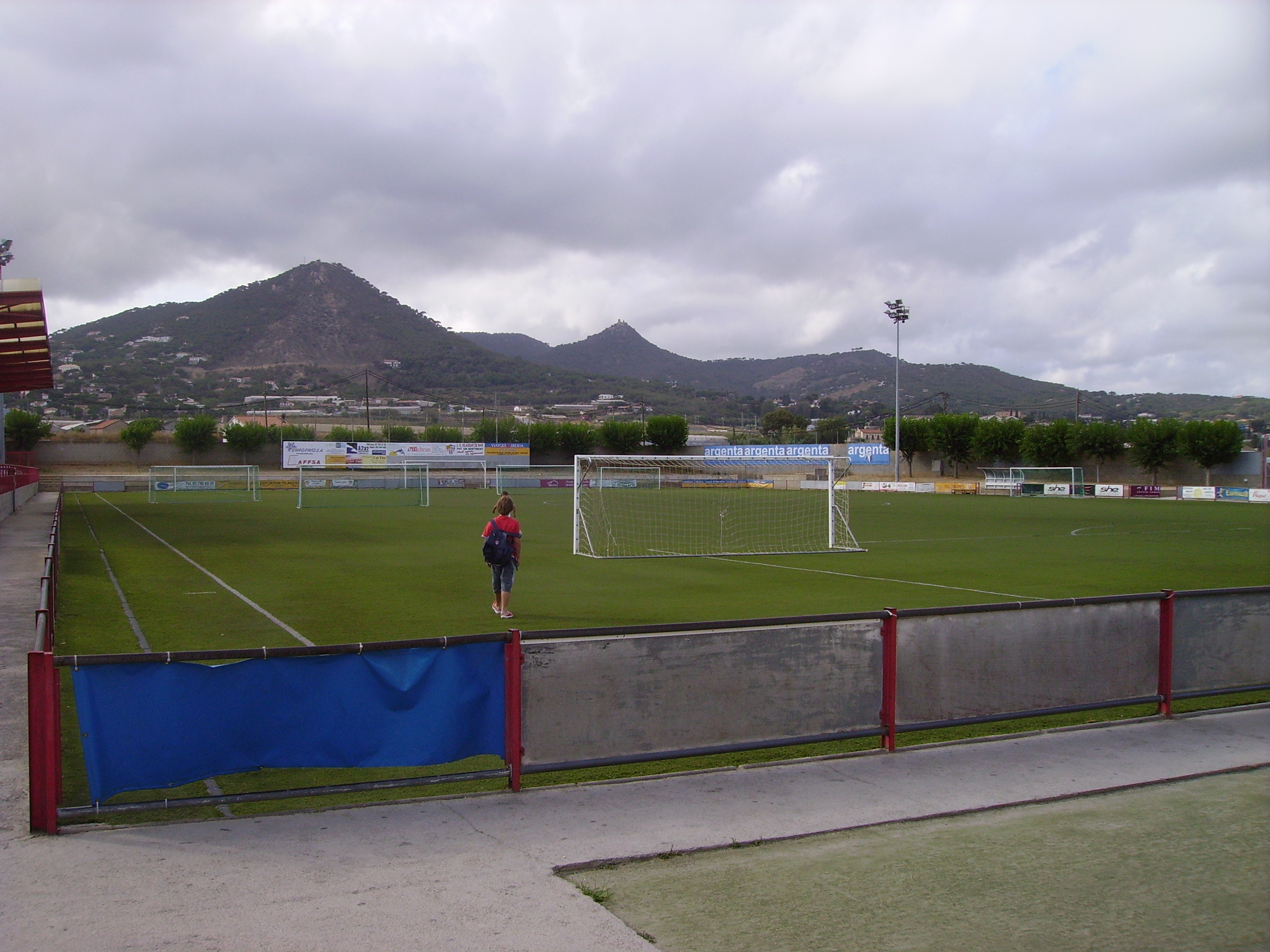
Camp municipal Xevi Ramon
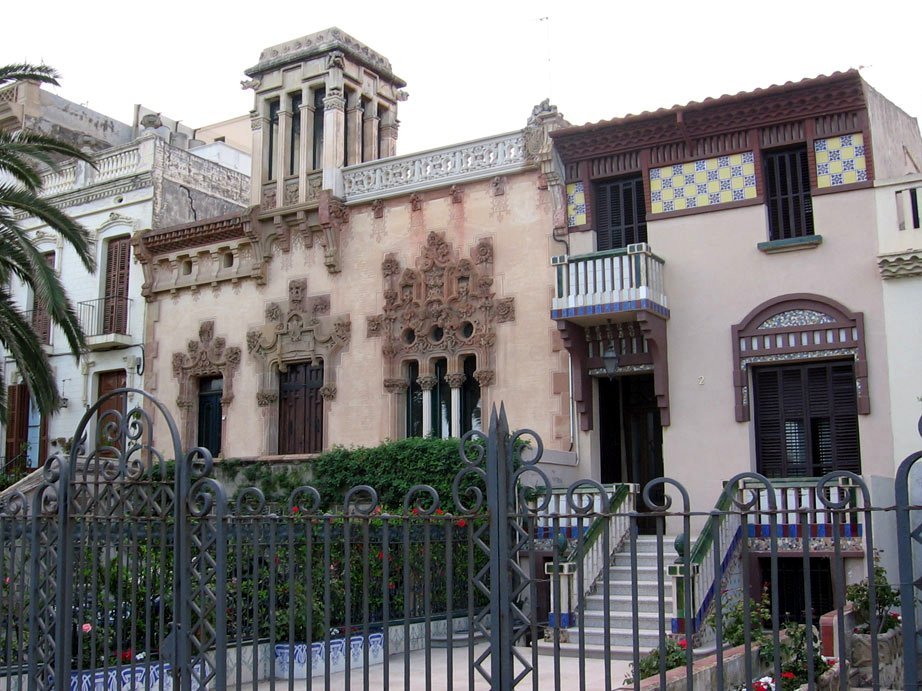
Can Basa i casa Molino
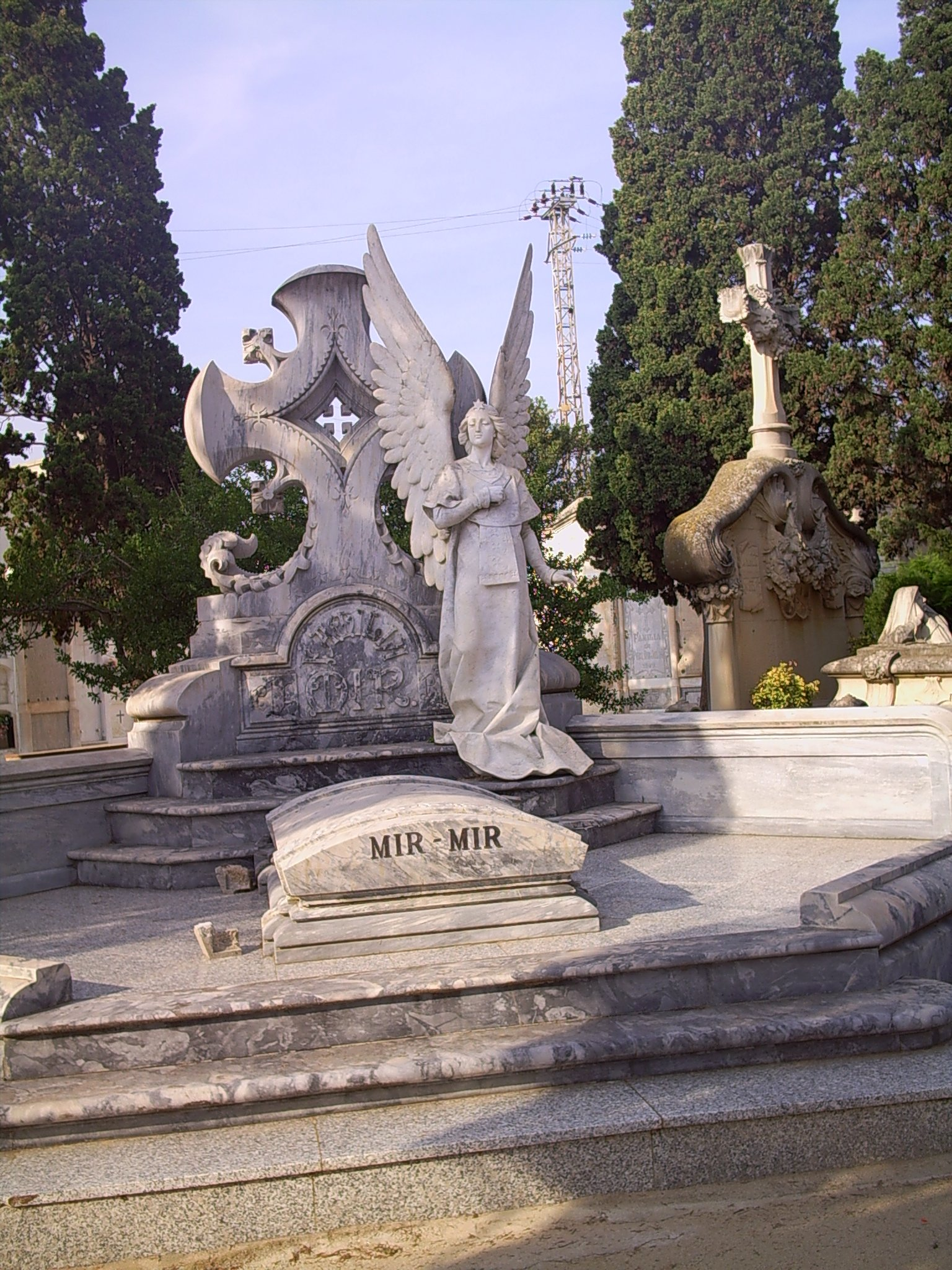
Cementiri
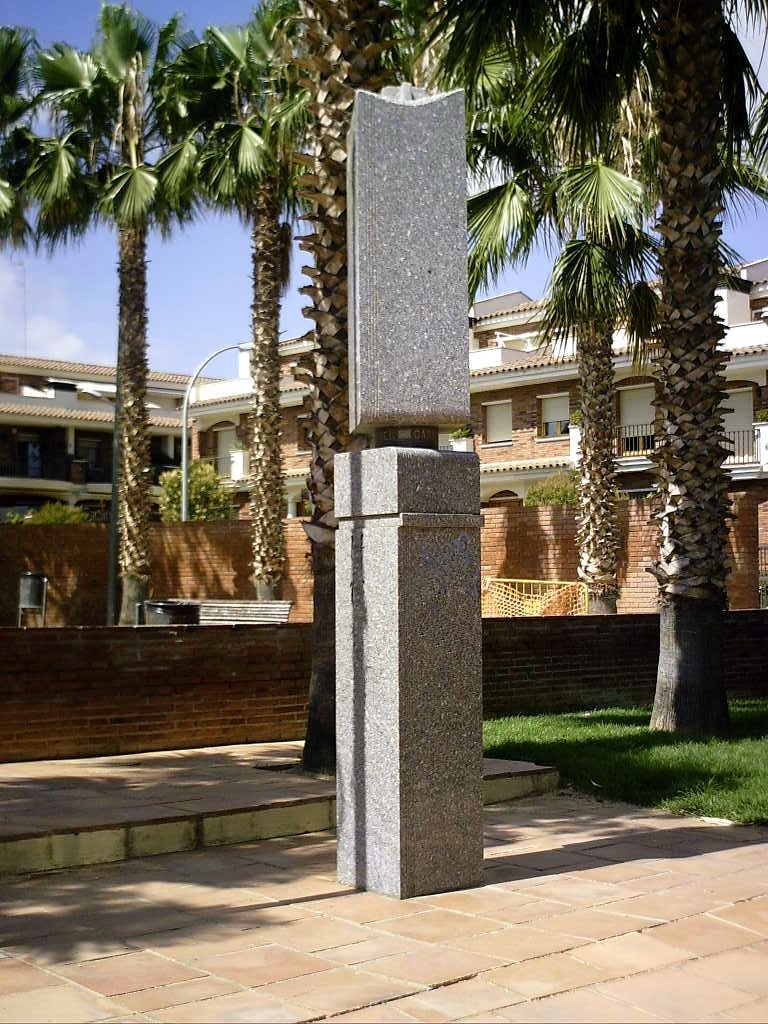
Monument a Rafael Casanova.
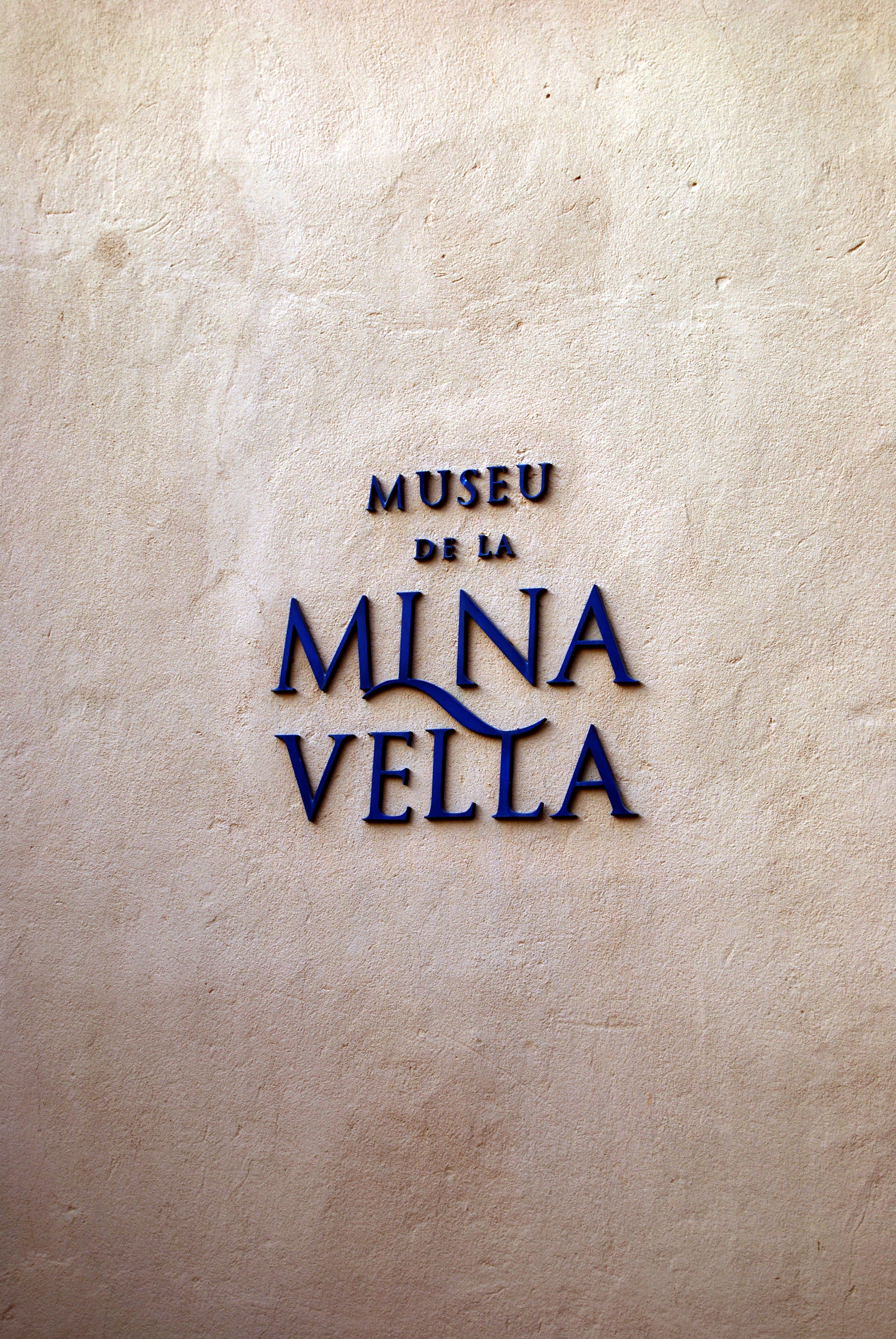
Museu de la Mina Vella

## Transports

### Transport públic

#### Tren
La població compta amb dues estacions de tren de la línia R1 de Rodalia de Barcelona (Rodalies de Catalunya, Renfe):
Estació de Vilassar de Mar
Estació de Cabrera de Mar - Vilassar de Mar

#### Autobús

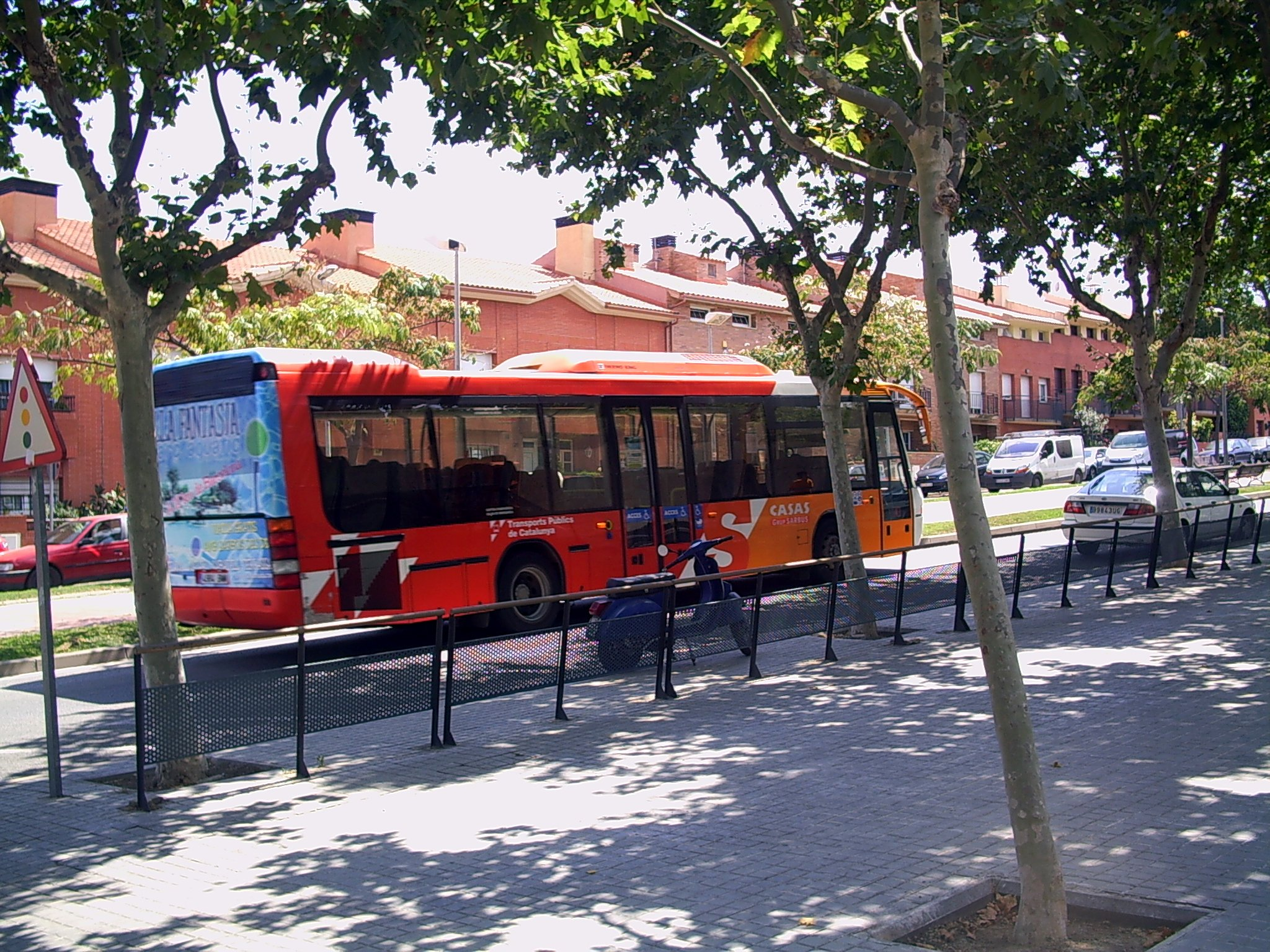
Un autobús a l'avinguda Eduard Ferrés.

Els autobusos que donen servei a la població són tots operats per l'Empresa Casas, actualment del grup Sarbus.
Hi ha quatre línies diürnes i dues de nocturnes.
• C10: Barcelona - Mataró (per la carretera N-II)
• C12: Vilassar de Mar - Cabrils
• C13: Servei urbà de Vilassar de Mar
• C30: Mataró (Hospital) - Vilassar de Dalt
• N80: Barcelona - Mataró
• N81: Barcelona - Vilassar de Dalt

#### Taxi
L'única parada de taxis que hi ha a la població es troba a la confluència del carrer del Carme amb la carretera de Cabrils i la carretera N-II, prop de l'estació de trens.

### Carreteres i autopista
El terme municipal és creuat, de punta a punta, per la carretera N-II, que segueix la línia de la costa. Igualment l'autopista de peatge C-32 travessa tot el municipi. Aquestes dues vies representen els principals eixos de comunicació per a la població. També, però, destaquen dues carreteres que, partint de Vilassar de Mar, comuniquen amb pobles de l'interior de la comarca. Una és la BV-5022, que porta fins al poble de Cabrils, i l'altra és la B-502, que va fins a Argentona tot passant per Cabrera de Mar.

## Imatges

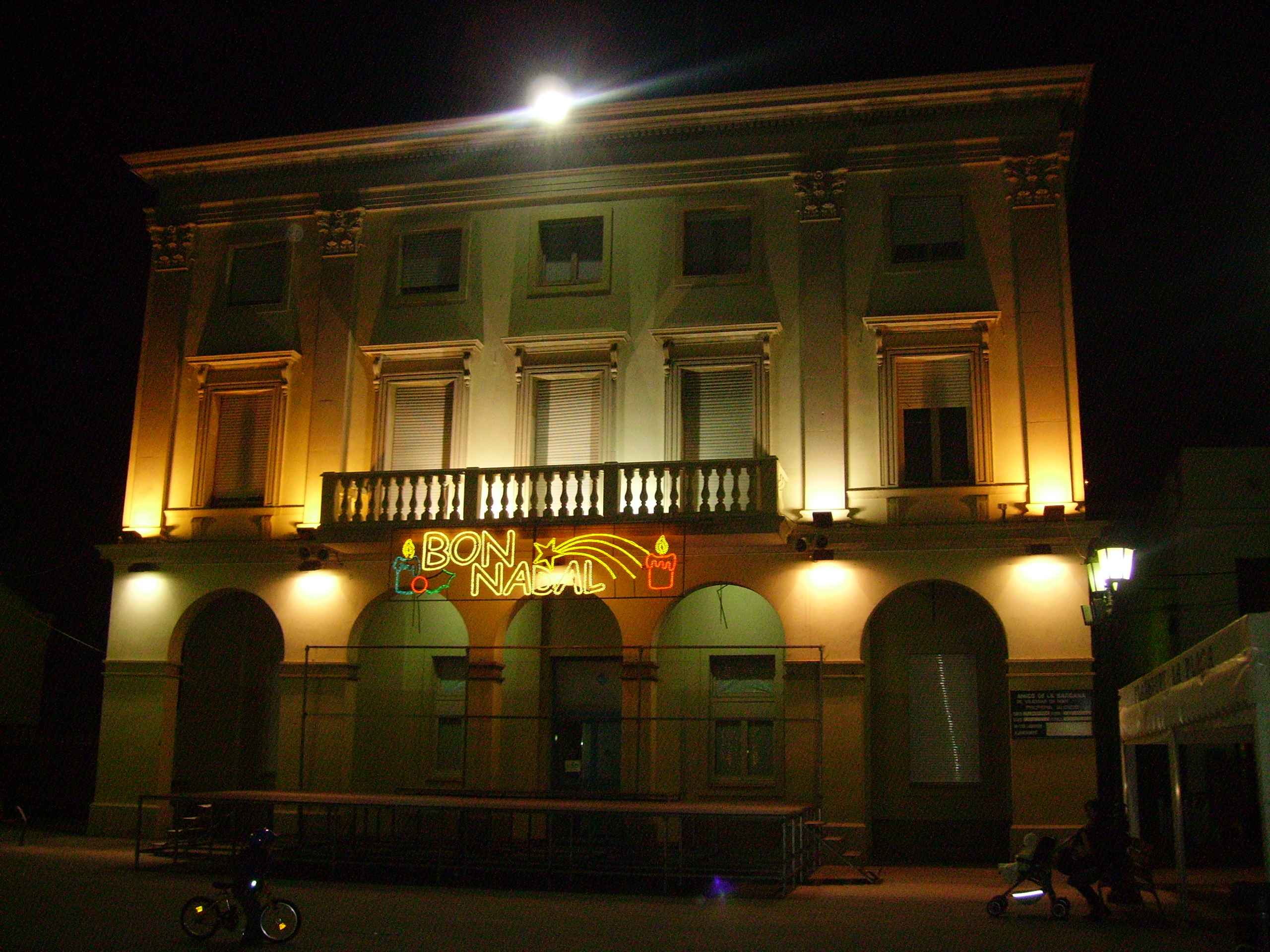
Ajuntament
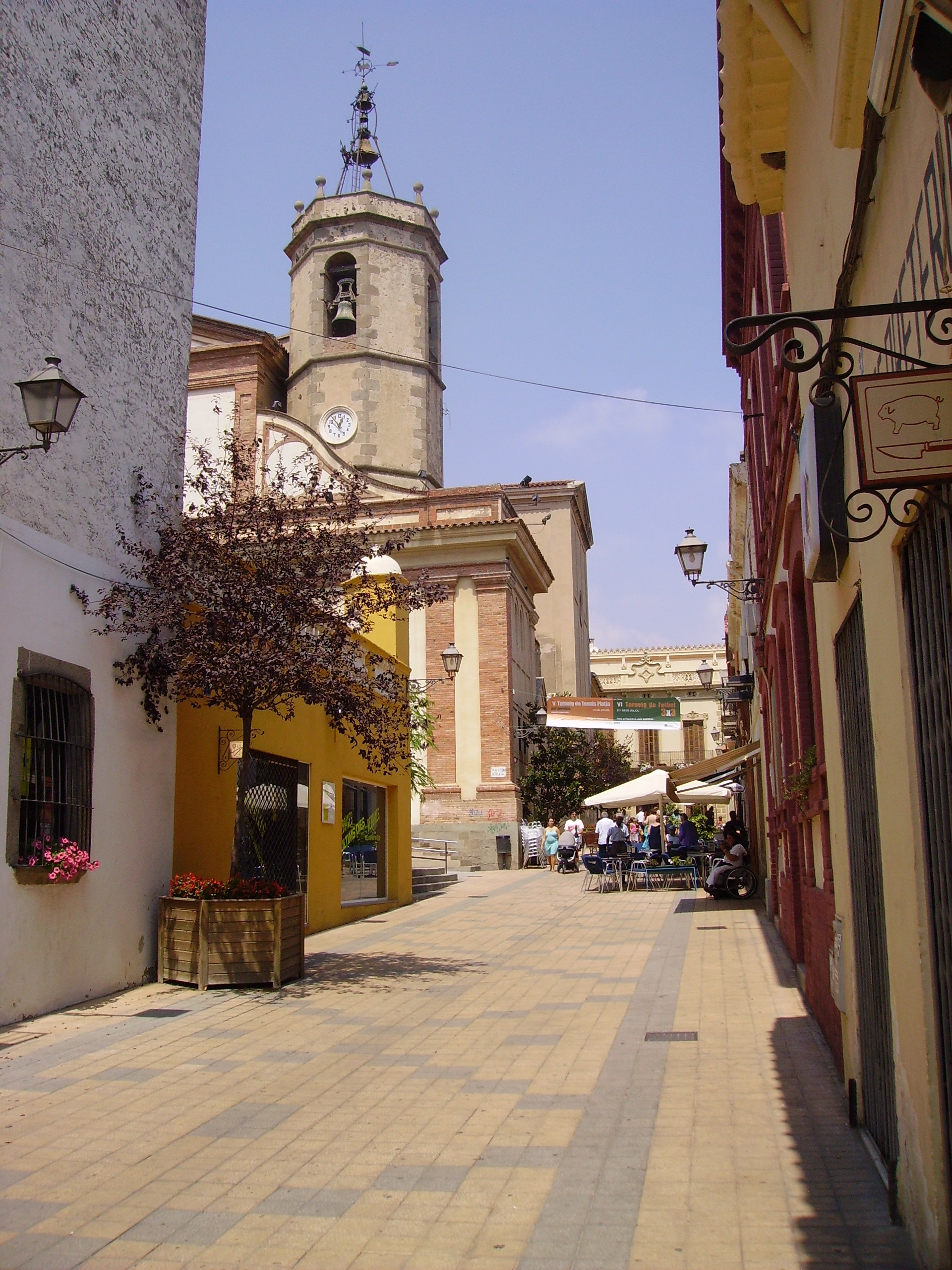
Carrer de sant Joan, al fons l'església
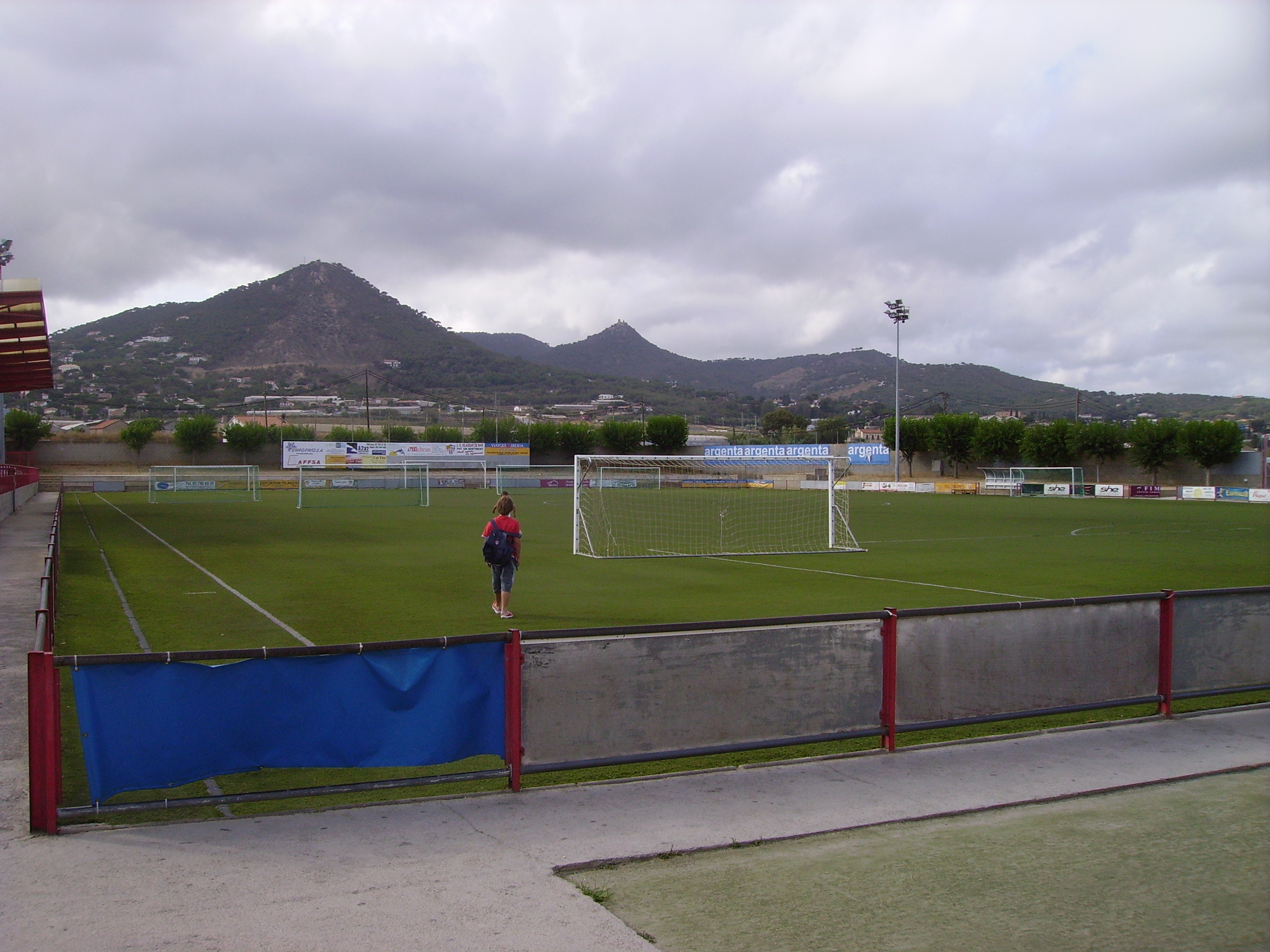
Camp municipal Xevi Ramon
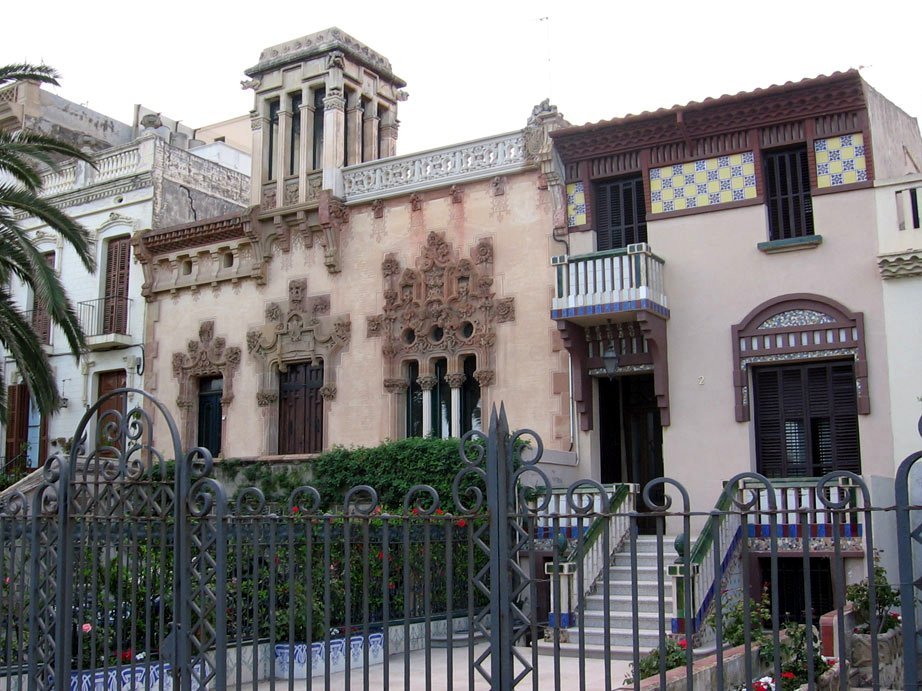
Can Basa i casa Molino
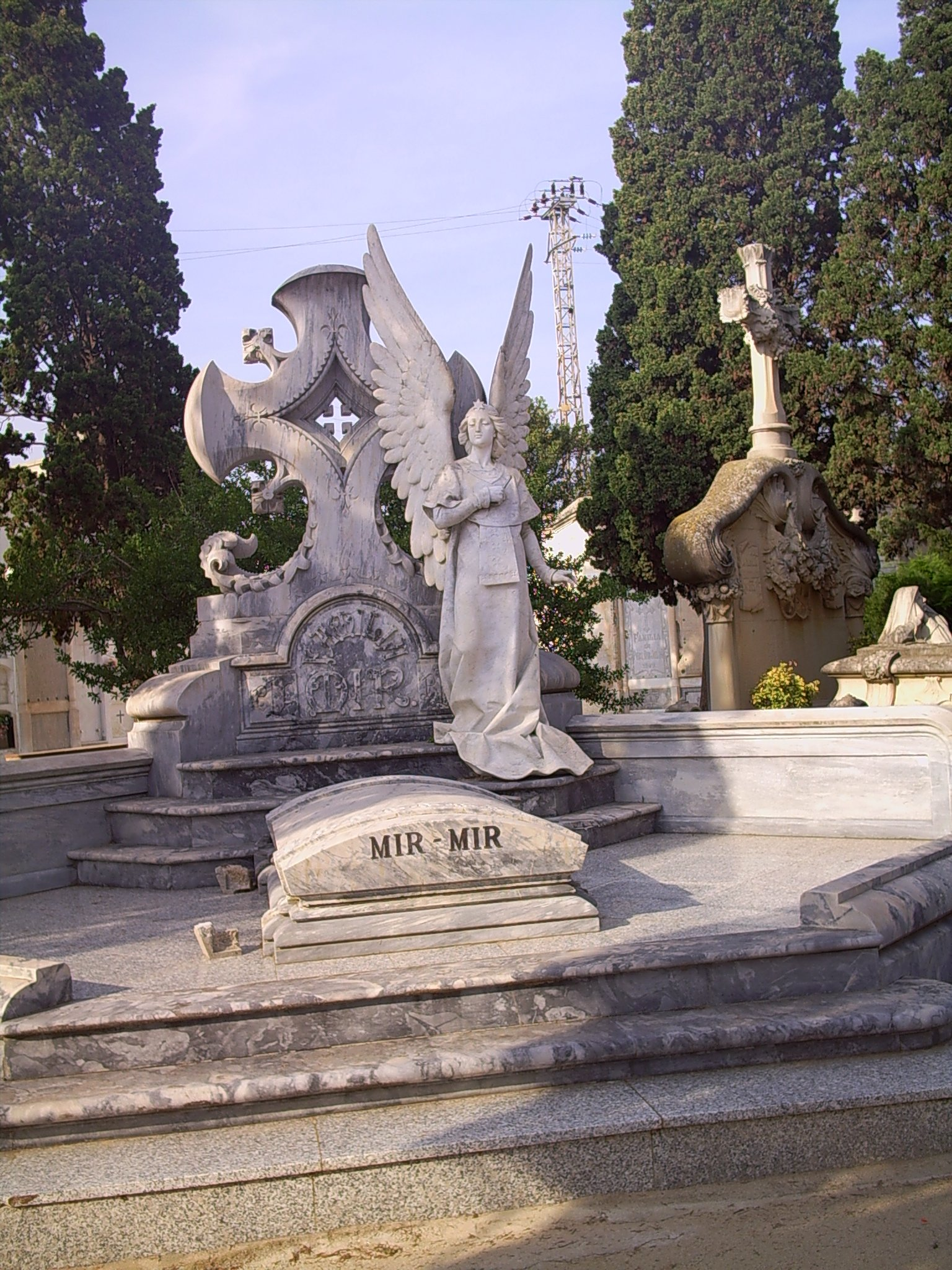
Cementiri
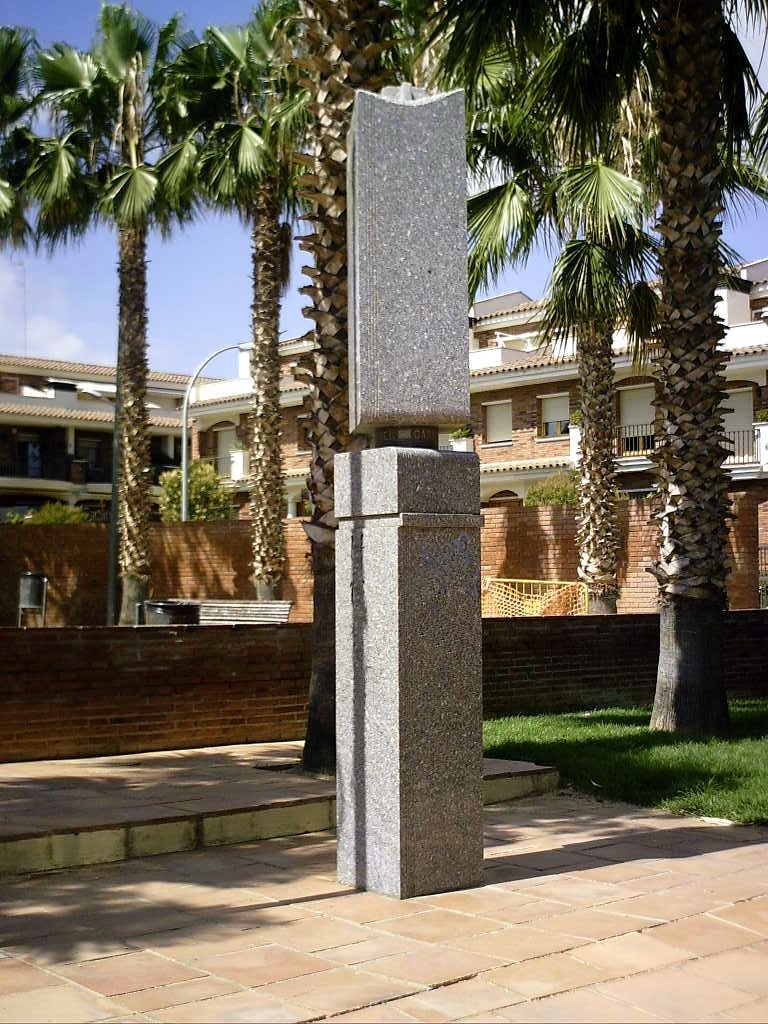
Monument a Rafael Casanova.
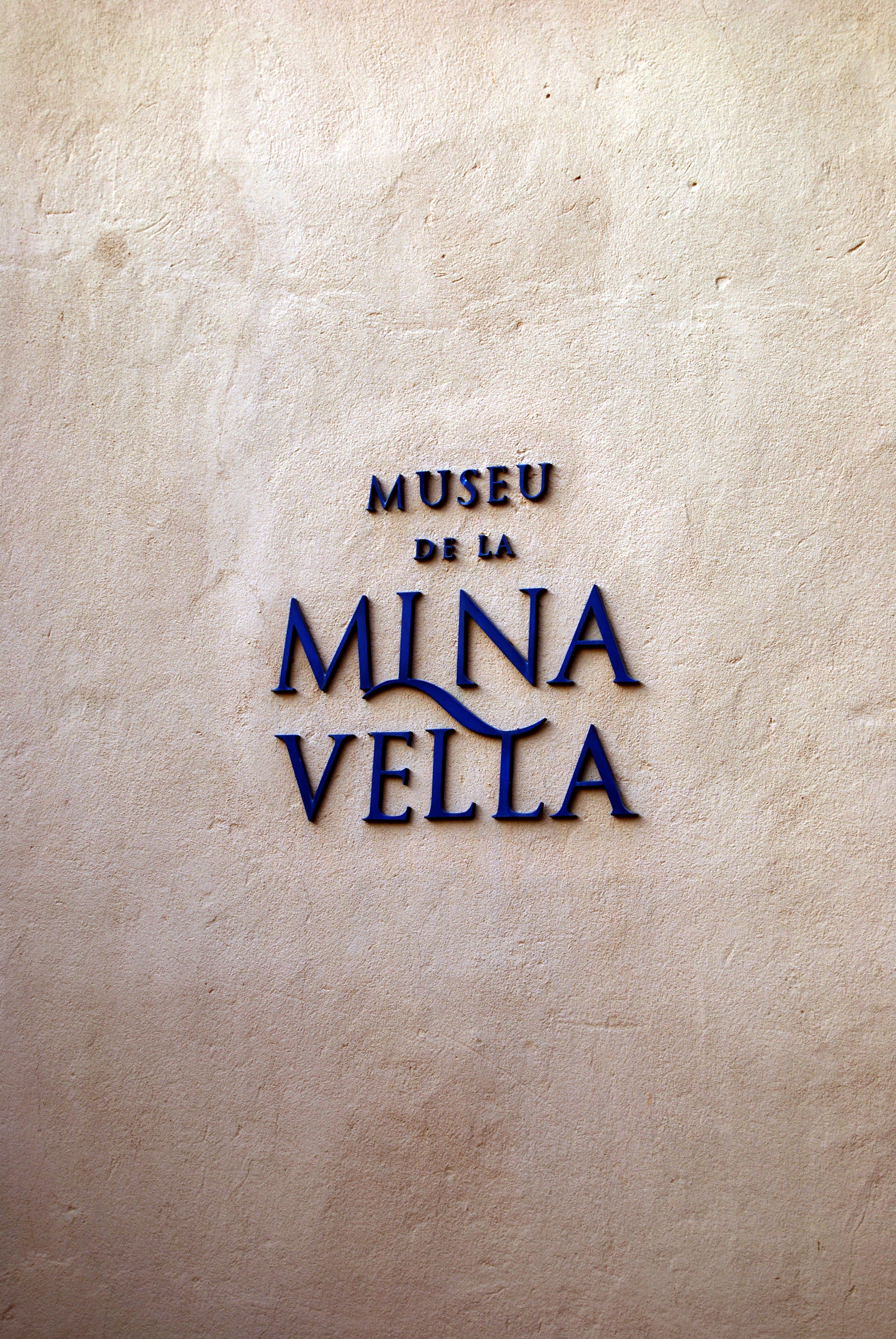
Museu de la Mina Vella